# Чернь (Смоленская область)
Чернь — деревня в Угранском районе Смоленской области России. Входит в состав Слободского сельского поселения.
Население — 4 жителя (2007 год).
Расположена в юго-восточной части области в 27 км к северо-востоку от Угры, в 0,1 км севернее автодороги Р132 Вязьма — Калуга — Тула — Рязань, на берегу реки Сигоска. В 26 км к западу от деревни находится железнодорожная станция Добрянский на линии Торжок — Брянск.

## История
В годы Великой Отечественной войны деревня была оккупирована гитлеровскими войсками в октябре 1941 года, освобождена в марте 1943 года.